# Brussels Cycling Classic 2021
La 101.ª edición de la clásica ciclista Brussels Cycling Classic fue una carrera en Bélgica que se celebró el 28 de agosto de 2021 sobre un recorrido de 205,3 km con inicio y final en la ciudad de Bruselas.
La carrera formó parte del UCI ProSeries 2021, calendario ciclístico mundial de segunda división, dentro de la categoría UCI 1.Pro y fue ganada por el belga Remco Evenepoel del Deceuninck-Quick Step. Completaron el podio, como segundo y tercer clasificado respectivamente, los ciclistas belgas Aimé De Gendt del Intermarché-Wanty-Gobert Matériaux y Tosh Van der Sande del Lotto Soudal.

## Equipos participantes
Tomaron parte en la carrera 20 equipos, de los cuales 6 fueron equipos de categoría UCI WorldTeam, 9  de categoría UCI ProTeam y 5 de categoría Continental, quienes formaron un pelotón de 136 ciclistas de los que terminaron 88. Los equipos participantes fueron:
| WorldTeams (6)- Cofidis - Deceuninck-Quick Step - Intermarché-Wanty-Gobert Matériaux - Lotto Soudal - Qhubeka NextHash - UAE Team Emirates ProTeams (9)- Alpecin-Fenix - Arkéa-Samsic - B&B Hotels p/b KTM - Bingoal Pauwels Sauces WB - Team Novo Nordisk - Sport Vlaanderen-Baloise - TotalEnergies - Uno-X Pro Cycling Team - Vini Zabù Equipos continentales (5)- BEAT Cycling - Canyon dhb SunGod - Hagens Berman Axeon - Tarteletto-Isorex - Trinity Racing |
| |

## Clasificación final
Las clasificaciones finalizaron de la siguiente forma:
| \| Clasificación general \| Clasificación general \| Clasificación general \| Clasificación general \| Clasificación general \| \| Ciclista \| Ciclista \| Equipo \| Tiempo \| \| \| --------------------- \| --------------------- \| ---------------------------------- \| --------------------- \| --------------------- \| \| 1.º \| Remco Evenepoel \| Deceuninck-Quick Step \| 4 h 28 min 30 s \| \| \| 2.º \| Aimé De Gendt \| Intermarché-Wanty-Gobert Matériaux \| + 50 s \| \| \| 3.º \| Tosh Van der Sande \| Lotto-Soudal \| + 2 min 14 s \| \| \| 4.º \| Philippe Gilbert \| Lotto-Soudal \| + 2 min 14 s \| \| \| 5.º \| Marc Hirschi \| UAE Team Emirates \| + 2 min 14 s \| \| \| 6.º \| Brandon McNulty \| UAE Team Emirates \| + 2 min 14 s \| \| \| 7.º \| Tim Merlier \| Alpecin-Fenix \| + 2 min 16 s \| \| \| 8.º \| Danny van Poppel \| Intermarché-Wanty-Gobert Matériaux \| + 2 min 16 s \| \| \| 9.º \| Jérémy Lecroq \| B&B Hotels p/b KTM \| + 2 min 16 s \| \| \| 10.º \| Fernando Gaviria \| UAE Team Emirates \| + 2 min 16 s \| \| |                    |                                    |                 |
| |                    |                                    |                 |
| Fuente: ProCyclingStats |                    |                                    |                 |
| Clasificación general |                    |                                    |                 |
| Ciclista | Ciclista           | Equipo                             | Tiempo          |
| 1.º | Remco Evenepoel    | Deceuninck-Quick Step              | 4 h 28 min 30 s |
| 2.º | Aimé De Gendt      | Intermarché-Wanty-Gobert Matériaux | + 50 s          |
| 3.º | Tosh Van der Sande | Lotto-Soudal                       | + 2 min 14 s    |
| 4.º | Philippe Gilbert   | Lotto-Soudal                       | + 2 min 14 s    |
| 5.º | Marc Hirschi       | UAE Team Emirates                  | + 2 min 14 s    |
| 6.º | Brandon McNulty    | UAE Team Emirates                  | + 2 min 14 s    |
| 7.º | Tim Merlier        | Alpecin-Fenix                      | + 2 min 16 s    |
| 8.º | Danny van Poppel   | Intermarché-Wanty-Gobert Matériaux | + 2 min 16 s    |
| 9.º | Jérémy Lecroq      | B&B Hotels p/b KTM                 | + 2 min 16 s    |
| 10.º | Fernando Gaviria   | UAE Team Emirates                  | + 2 min 16 s    |

## UCI World Ranking
La Brussels Cycling Classic otorgó puntos para el UCI World Ranking para corredores de los equipos en las categorías UCI WorldTeam, UCI ProTeam y Continental. Las siguientes tablas muestran el baremo de puntuación y los 10 corredores que obtuvieron más puntos:
| Posición              | 1.º | 2.º | 3.º | 4.º | 5.º | 6.º | 7.º | 8.º | 9.º | 10.º | 11.º | 12.º | 13.º | 14.º | 15.º | 16.º-30.º | 31.º-40.º |
| Clasificación general | 200 | 150 | 125 | 100 | 85  | 70  | 60  | 50  | 40  | 35   | 30   | 25   | 20   | 15   | 10   | 5         | 3         |

| Clasificación |                    |                                    |         |
| Posición      | Ciclista           | Equipo                             | General |
| ------------- | ------------------ | ---------------------------------- | ------- |
| 1.º           | Remco Evenepoel    | Deceuninck-Quick Step              | 200     |
| 2.º           | Aimé De Gendt      | Intermarché-Wanty-Gobert Matériaux | 150     |
| 3.º           | Tosh Van der Sande | Lotto Soudal                       | 125     |
| 4.º           | Philippe Gilbert   | Lotto Soudal                       | 100     |
| 5.º           | Marc Hirschi       | UAE Emirates                       | 85      |
| 6.º           | Brandon McNulty    | UAE Emirates                       | 70      |
| 7.º           | Tim Merlier        | Alpecin-Fenix                      | 60      |
| 8.º           | Danny van Poppel   | Intermarché-Wanty-Gobert Matériaux | 50      |
| 9.º           | Jérémy Lecroq      | B&B Hotels p/b KTM                 | 40      |
| 10.º          | Fernando Gaviria   | UAE Emirates                       | 35      |